# 섀리프 섀리포프
섀리프 나입하자보비치 섀리포프(아제르바이잔어: Şərif Naibhacavoviç Şərifov, 러시아어: Шари́ф Наибгаджавович Шари́фов 샤리프 나이브가자보비치 샤리포프[*], 1988년 11월 11일~)는 러시아 태생 아제르바이잔의 레슬링 선수이다. 2012년 하계 올림픽에서 남자 자유형 미들급 금메달을 획득했으며, 2016년 하계 올림픽에서 남자 자유형 미들급 동메달을 획득했다. 

## 수상

### 훈장
- 쇠흐래트 훈장(2012년)
- 태래기 메달(2016년)
- 아제르바이잔 민주공화국 100주년 기념 메달(2019년)